# Monochamus nitens
Monochamus nitens är en skalbaggsart som beskrevs av Bates 1884. Monochamus nitens ingår i släktet Monochamus och familjen långhorningar. Inga underarter finns listade i Catalogue of Life.